# Potamodytes major
Potamodytes major is een keversoort uit de familie beekkevers (Elmidae). De wetenschappelijke naam van de soort werd in 1898 gepubliceerd door Hermann Julius Kolbe.